# David Timor
David Timor Copoví (ur. 17 października 1989 w Carcaixent) – hiszpański piłkarz występujący na pozycji pomocnika w klubie CD Eldense.